# Entwicklung des Denkmalschutzes in Sachsen

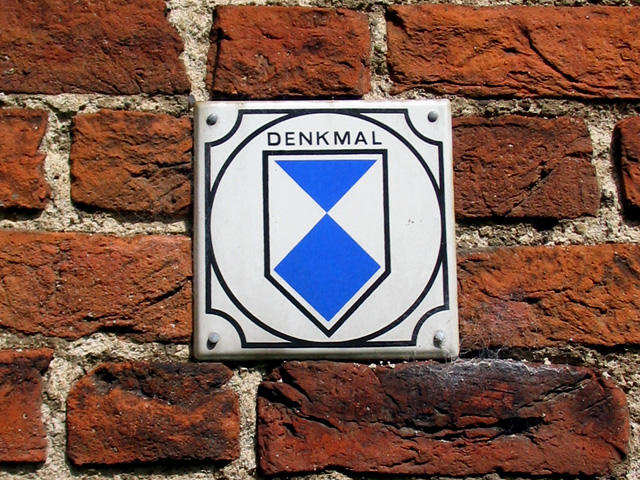
Denkmalkennzeichnung in der DDR und auch heute in Sachsen

Der Denkmalschutz in Sachsen entwickelt sich jetzt bereits seit knapp 200 Jahren, von den Anfängen im Königreich über die Zwischenkriegszeit, die Jahre der zentralisierten DDR-Gesetzgebung bis hin zum heutigen Freistaat Sachsen.

## Privat organisierter Denkmalschutz zwischen 1819 und 1908

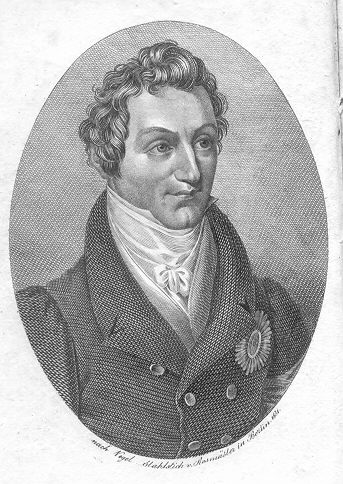
Prinz Johann, 1831

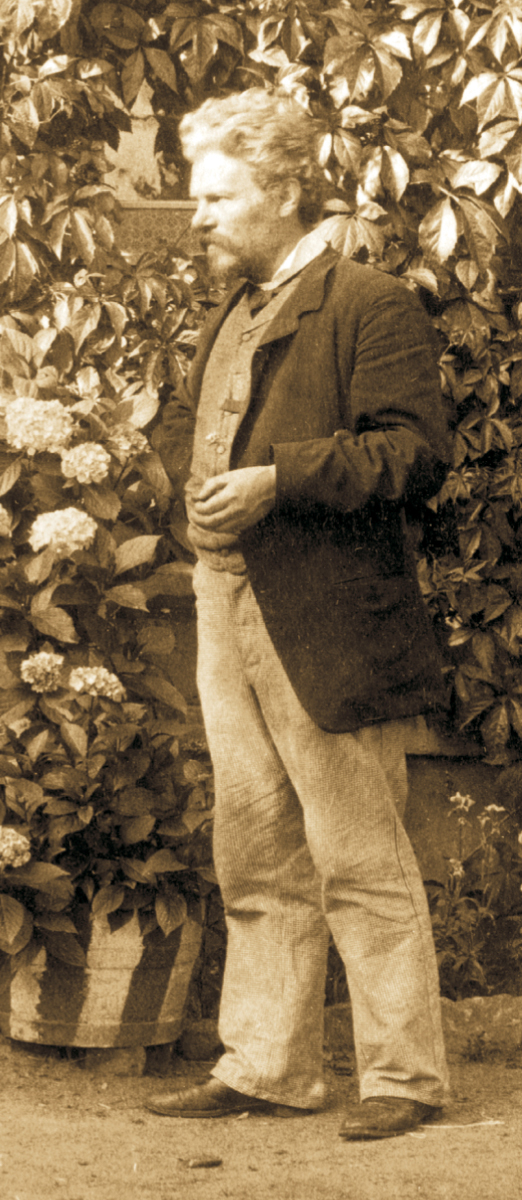
Richard Steche, um 1890

Zu Beginn des 19. Jahrhunderts begann der Denkmalschutz als private Bewegung zum Schutz bestehender Bau- und Kunstdenkmale als Zeugen der Vergangenheit. Eines der Ziele war auch, die Autorität des Staats so weit zu organisieren, dass dieser Verordnungen und Gesetze zum Schutz der Denkmale erlassen sollte.

### Gründung privater Vereine ab 1819
Am 30. Oktober bzw. im November 1819 fusionierten der am Sonntag, dem 3. Oktober 1819 auf Burg Saaleck gegründete „Verein zur Erforschung vaterländischer Geschichte und Altertümer“ (der sog. „Naumburger Verein“) und der am 20. Juli 1819 in Bilzingsleben gegründete „Verein für Erforschung des vaterländischen Altertums in Kunst und Geschichte“ (der sog. „Unstrutverein“) in Schulpforta zum Thüringisch-Sächsischen Geschichtsverein, welcher am 4. April 1820 in Naumburg seine Statuten erhielt sowie 1823 aus Zweckmäßigkeitsgründen seinen Sitz nach Halle verlegte und dabei der dortigen Universität angegliedert wurde. Impuls für diese Aktivitäten war vor allem die Frage nach der regionalen sowie auch der nationalen Identität, welche durch die 1815 geschaffene preußische Provinz Sachsen ausgelöst wurde. 1824 folgte dann die Gründung des im noch verbliebenen Königreich Sachsen aktiven Königlich sächsischen Vereins zur Erforschung und Erhaltung vaterländischer Alterthümer. Anlass zu dieser Gründung war der Verkauf historisch wertvoller Glasgemälde aus der St.-Marien-Kirche in Zwickau. 1834 gründete sich der Verein der Sächsischen Altertumsfreunde mit dem Ziel der 

„Aufsuchung, Erhaltung, Erläuterung und Abbildung historisch oder künstlerisch wichtiger Denkmäler der vaterländischen Vorzeit.“

Beide Vereine schlossen sich im Februar 1837 zusammen, ab März 1837 führten sie den gemeinsamen Namen Königlich Sächsischer Altertumsverein. Den Vereinsvorsitz übernahm bis 1902 ein Mitglied der Königsfamilie. Prinz Johann führte den Vorsitz bis 1855, dann folgte ihm Prinz Georg, bis auch dieser 1902 König wurde.
(Der Königlich Sächsische Altertumsverein wurde 1946 aufgelöst und 1992 als Verein für Sächsische Landesgeschichte in Dresden wiedergegründet.)

### Erster Entwurf eines Denkmalschutzgesetzes von 1830
Im Jahr 1830 entwarf der Altertumsverein einen Gesetzesentwurf gegen die Entfernung beziehungsweise die willkürliche Zerstörung bestehender Altertümer. Dieser Entwurf orientierte sich an der hessischen Verordnung vom 22. Januar 1818 (Allerhöchste Verordnung des Großherzogs Ludwig I. von Hessen-Darmstadt). Wie diese Verordnung sah er auch ein Enteignungsrecht vor. Jedoch sollten im Gegensatz zu Hessen auch private Denkmale geschützt werden können. Ohne Erlaubnis der zuständigen Behörde sollte an dem Objekt keine Veränderung mehr vorgenommen werden können, auch keine „Verschönerung“.
Der Entwurf wurde zusammen mit einer Denkschrift durch den Verein und Prinz Johann im März 1830 dem König überreicht. Bereits im April erhob die Regierung Bedenken gegen die Beschränkung des Eigentumsrechts. Die Umsetzung des Gesetzesentwurfs wurde in der Folge abgelehnt.

### Verordnung zur Erstellung desInventars der Bau- und Kunstdenkmäler, 1881
Der Altertumsverein begann im 19. Jahrhundert mit der Fundamentalinventarisation von sächsischen Altertümern, bis diese Aufgabe nach seiner Gründung 1894 von der Kommission zur Erhaltung der Kunstdenkmäler übernommen wurde. Vorher jedoch übertrug das Innenministerium im März 1881 dem Verein auf dem Verordnungswege die Aufgabe der Erstellung des Inventars der Bau- und Kunstdenkmäler von Pirna als Musterinventar der folgenden Inventarisation (für die Amtshauptmannschaft Pirna, 1882).

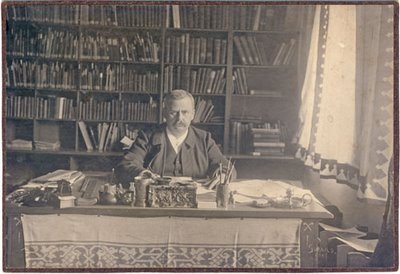
Cornelius Gurlitt als Rektor der TH Dresden 1905 in seinem Arbeitszimmer

Der Architekt und Kunsthistoriker Richard Steche (1837–1893), ab 1878 zweiter Direktor des Altertumsvereins, verfasste die ersten 15 Bände der Beschreibenden Darstellung der älteren Bau- und Kunstdenkmäler des Königreichs Sachsen. Nach Steches Tod übernahm Cornelius Gurlitt (1850–1938) diese Aufgabe, wofür er auch als außerordentlicher Professor die Professur für Geschichte der technischen Künste an der drei Jahre zuvor gegründeten Königlich Sächsischen Technischen Hochschule in Dresden übernahm. Gurlitt schuf bis 1923 die folgenden Bände bis zur Nummer 41. Die Aufnahme von Objekten in dieses Inventar hatte jedoch keinen amtlichen Denkmalschutz zur Folge wie in Frankreich (Monument historique), es diente lediglich als Grundlage zur Beurteilung einer möglichen Schutzwürdigkeit und war als Hinweis an die Besitzer oder Verwalter der betreffenden Objekte gedacht.

### Gründung derKommission zur Erhaltung der Kunstdenkmäler, 1894
Im Juni 1894 wurde per Verordnung die Kommission zur Erhaltung der Kunstdenkmäler gegründet. Die lediglich beratende und mit keinerlei rechtlicher Macht versehene Kommission bestand aus fünf Mitgliedern: den Vorsitz führte ein Rat des Innenministeriums. Dazu kamen zwei von dem evangelisch-lutherischen Landeskonsistorium benannte Mitglieder, ein Mitglied des Sächsischen Altertumsvereins und der benannte Inventarisator, also Cornelius Gurlitt.
Diese Kommission besaß nicht einmal das einstweilige Einspruchsrecht gegen Veränderung, Veräußerung oder sogar Abbruch von Denkmalen, wie andere Länder sie ihren Konservatoren zugestanden. Lediglich das Bauordnungsrecht und das allgemeine Polizeirecht waren in Sachsen anwendbar. Als auch die Anwendung dieser Rechtsmittel durch Rechtsprechung des Oberverwaltungsgerichts entscheidend eingeschränkt wurden, sah sich der sächsische Gesetzgeber zum Handeln gezwungen.
Vorher jedoch geschahen noch zwei den Denkmalschutz beeinflussende Ereignisse:
Im Jahr 1899 hatte der Kunsthistoriker Georg Dehio die Idee zu einem Handbuch der deutschen Denkmäler als Schnellinventarisation. Er verfasste ein „Programm zu einem Handbuche der deutschen Denkmäler“ und stellte es dem 1900 in Dresden tagenden ersten Tag für Denkmalpflege vor. Nach einem positiven Votum dort wurde Dehio durch eine Kommission, bestehend aus Gurlitt, Hugo Loersch und Adolf von Oechelhaeuser, mit der Erstellung eines Handbuchs der deutschen Kunstdenkmäler beauftragt, dessen erster Band (I: Mitteldeutschland von 1905) auch Sachsen umfasste und mit Mitteln des kaiserlichen Dispositionsfonds gefördert wurde.
Im Jahr 1908 gründeten der Volkskundler und Oberbaurat Karl Schmidt (1853–1922) und der Volkskundler Oskar Seyffert (1862–1940) den Landesverein Sächsischer Heimatschutz als Nachfolgeorganisation des bereits seit 1903 bestehenden Ausschusses für heimatliche Natur, Kunst und Bauweise. Insbesondere der Landesverein nahm entscheidenden Einfluss auf das entstehende Verunstaltungsgesetz.

## Gesetz gegen Verunstaltung von Stadt und Land(Verunstaltungsgesetz) von 1909
Am 10. März 1909 wurde in Sachsen das erste Denkmalschutzgesetz verabschiedet, das Gesetz gegen Verunstaltung von Stadt und Land (VuG). Es trat am 15. April 1909 in Kraft und erhielt am 15. September des Jahres eine Ausführungsverordnung.

Gesetzesziel war der Schutz des historischen Bildes von Städten und Ortschaften. Fälle wie die Verschandelung der Albrechtsburg (heute ein geschütztes Kulturgut nach der Haager Konvention), die im Gesetzentwurf explizit als Beispiel aufgeführt war, sollten künftig vermieden werden können. Dabei war ausdrücklich nicht die Durchsetzung eines bestimmten Baustils gemeint, sondern das bestehende 

„vertraute Heimatbild [sollte vor nachteiligen Veränderungen wie] zunehmender Zersiedelung, Großbauten, Verkehrswegebau oder ausufernder Reklame [geschützt werden.]“

In der Folgezeit haben viele Gemeinden aufgrund der Ermächtigung des Gesetzes Ortsgesetze geschaffen zum Schutz von Bauten, Straßen oder Plätzen. Oft wurde dies durch einige der 20.000 Mitglieder des Landesvereins Sächsischer Heimatschutz angeregt, der sich aktiv um die Umsetzung kümmerte. So wurden die sogenannten Albrechtsschlösser in Dresden durch Satzung vom 23. Februar 1912 geschützt, 1915 erging ein Ortsgesetz gegen Verunstaltung des Grundstückes Hoflößnitz, um die weitere Aufteilung des ehemals königlichen Weinguts Hoflößnitz gegen Zersiedlung zu schützen.

### Umwandlung der Kommission in dasKönigliche Landesamt für Denkmalpflege, 1917
Zum Oktober 1917 wurde die Kommission zur Erhaltung der Kunstdenkmäler in das Königliche Landesamt für Denkmalpflege umgewandelt, den Vorläufer des heutigen Landesamts für Denkmalpflege Sachsen. Jedoch erhielt das Landesamt erst einmal auch keine weitergehenden Durchsetzungsmittel als die Kommission.

### Weimarer Republik
Nach dem Ende des Ersten Weltkriegs und den darauf folgenden Turbulenzen wurde auf Basis des weiterhin geltenden Verunstaltungsgesetzes an der Handlungsfähigkeit zu dessen Durchsetzung gearbeitet. Nach der Reichstagswahl 1920 und noch während der Diskussionen zur Verabschiedung einer neuen sächsischen Verfassung verabschiedete das sächsische Innenministerium am 10. August 1920 eine Verordnung, mit der das Landesamt neu organisiert wurde und ein hauptamtlicher Landesdenkmalpfleger eingesetzt wurde: Walter Bachmann (1883–1958) bekam diese Aufgabe übertragen, die er bereits seit September 1919 ausübte und bis zum Ende Januar 1949 innehaben sollte.
Zusammen mit dem Denkmalrat bildete der Landesdenkmalpfleger das Landesamt. Es hatte über Kunstdenkmale zu wachen, die Bevölkerung über deren Bedeutung aufzuklären und an deren Pflege und Instandsetzung mitzuwirken. Dazu hatte es auch die weitere Inventarisierung zu betreiben, Gutachten zu verfassen und Tätigkeitsberichte zu veröffentlichen. Behördliche Befugnisse zur Durchsetzung der gesetzgeberischen Ziele bekam es jedoch auch nicht.
Im Jahr 1923, nach 41 Jahren, wurde die sächsische Inventarisation mit dem 41. Heft zur Amtshauptmannschaft Meißen-Land fertig.

### Entwurf einesGesetzes über Denkmal- und Naturschutzvon 1926
Im Januar 1926 brachte das Innenministerium den Entwurf zu einem neuen Denkmalschutzgesetz ins Parlament ein. Der Entwurf scheiterte, das Verunstaltungsgesetz von 1909 galt auch weiterhin.
In den folgenden acht Jahren entwickelten interessierte Kreise die Gedanken zu einem künftigen sächsischen Denkmalschutzgesetz weiter. Ziel sollte es sein, Denkmale zu bewahren und das Bewusstsein der Bevölkerung für seine Kulturgüter zu schärfen.
Der Landesverein Sächsischer Heimatschutz wurde auch weiterhin als Gutachter in Denkmalfragen oder auch bei der Gestaltung von Neubauten eingeschaltet, sowohl von den zuständigen Behörden als auch von Bauherren.

## Gesetz zum Schutze von Kunst-, Kultur- und Naturdenkmalen(Heimatschutzgesetz) von 1934
Am 16. Januar 1934 wurde das Gesetz zum Schutze von Kunst-, Kultur- und Naturdenkmalen (Heimatschutzgesetz, HSG) verkündet, mit Datum des Folgetages folgte die entsprechende Gesetzesverordnung (VO-HSG). Der Gesetzesinhalt folgte weitgehend dem Entwurf von 1926 und orientierte sich an den rechtsstaatlichen Standards der Weimarer Republik. Denkmale waren 

„… unbewegliche und bewegliche Sachen, deren Erhaltung wegen ihres künstlerischen, wissenschaftlichen (geschichtlichen, kultur- oder naturgeschichtlichen) oder heimatlichen Wertes im öffentlichen Interesse liegt.“

Das mit dem Gesetz eingeführte Korrektiv Öffentliches Interesse sollte einen ausufernden Denkmalschutz verhindern. Trotz der im Gesetz vorgegebenen Zwangsmittel sollten die beteiligten Kreise möglichst geschont werden, vor allem auf Belange der Wirtschaft sollte das Gesetz laut § 9 der Verordnung (VO-HSG) noch ganz im Sinne des Verunstaltungsgesetzes von 1909 Rücksicht nehmen. Bei Denkmalen, die zu verwahrlosen drohten, konnten die Eigentümer nach dem neuen Gesetz unter Fristsetzung zu einer Abhilfemaßnahme verpflichtet werden. Nach einer erfolglosen gütlichen Einigung konnte jetzt erstmals auf Antrag der obersten Denkmalschutzbehörde die Entziehung oder Beschränkung des Eigentums nach dem Enteignungsgesetz verfügt werden, wenn das zur Erhaltung des Kultur- beziehungsweise Kunstdenkmals notwendig erschien.
Das in der Weimarer Republik als Freistaat existierende Sachsen verlor seine hoheitlichen Rechte, blieb jedoch als Land bestehen. Das Innenministerium selbst wurde zum Landesdenkmalamt als oberste Aufsichtsbehörde, die ehemaligen Kreishauptmannschaften wurden als Regierungsbezirke die Aufsichtsbehörde vor Ort. Der Landesdenkmalpfleger genauso wie der Landespfleger für Bodenaltertümer wurden den Aufsichtsbehörden zur Seite gestellt, ebenso die ehrenamtlich bestellten Vertrauensleute. Dieser nur in Sachsen so beschrittene Weg der Denkmalschutzorganisation wurde vom Landesdenkmalpfleger Bachmann stark kritisiert.
Das sächsische Heimatschutzgesetz galt ausdrücklich nicht für die sich auf sächsischem Gebiet befindlichen Denkmale des Reichs beziehungsweise des sächsischen Staats, der Universität Leipzig sowie der Kulturstiftung.
In der Praxis waren für die nationalsozialistischen Machthaber jedoch häufig Zwecke wie Propaganda, Sippenkunde oder Arbeitsbeschaffung die Hauptgründe für eine Unterschutzstellung, womit das Gesetz im eigentlichen Sinne scheiterte. Nach Beginn des Zweiten Weltkriegs bestand die Hauptaufgabe der amtlichen Denkmalschützer darin, die noch bestehenden Denkmale so weit wie möglich vor Zerstörung zu schützen beziehungsweise diese zu dokumentieren.

## Republikweit organisierter, zentralisierter Denkmalschutz in der DDR
Für den Denkmalschutz in Sachsen stellte die Gründung der Deutschen Demokratischen Republik auch gesetzlicherseits eine Zäsur dar: Nachdem zu Zeiten der SBZ noch die Denkmalschutzgesetzgebung des sächsischen Heimatschutzgesetzes von 1934 gegolten hatte, organisierte das neue politische System den Denkmalschutz zentral, es gab ab 1952 keine sächsische Denkmalschutzgesetzgebung mehr. Die Volkskammer in Ost-Berlin erließ die Gesetze oder Verordnungen, deren Durchführungsverordnung durch den Kulturminister erlassen wurden.
Das neugeschnittene Land Sachsen als Teil der Sowjetischen Besatzungszone entstand aus dem Gebiet des vormaligen Freistaats (abzüglich eines Gebiets östlich der Neiße bei Zittau) und aus Teilen der preußischen Provinz Schlesien westlich der Neiße. In diesem Zuschnitt wurde Sachsen eines von fünf Ländern der am 7. Oktober 1949 gegründeten Deutschen Demokratischen Republik (DDR). Walter Bachmann ging als sächsischer Landesdenkmalpfleger 1949 in den Ruhestand, es folgte ihm der Bauhistoriker und Architekt Hans Nadler (1910–2005).

### Verordnung zur Erhaltung und Pflege der nationalen Kulturdenkmale (Denkmalschutz)von 1952
Der Berliner Gesetzgeber schaffte mit der Verordnung zur Erhaltung und Pflege der nationalen Kulturdenkmale (Denkmalschutz) vom 26. Juni 1952 den Gedanken an eine regionale Bedeutung der Denkmale ab.
Das Land Sachsen gab seine exekutiven und legislativen Befugnisse an den Bezirk Dresden, den Bezirk Karl-Marx-Stadt (bis 1953 noch Chemnitz) und den Bezirk Leipzig ab. Die nordöstlichen Gebiete um Hoyerswerda und Weißwasser wurden als neu entstandene Kreise dem Bezirk Cottbus zugeordnet.
Hans Nadler verlor aufgrund der Zentralisierung des Denkmalschutzes in der DDR die gestrichene Stellung als Landeskonservator, erhielt jedoch im Gegenzug als Chefkonservator die neugeschaffene Stelle des Leiters der Arbeitsstelle Dresden des Instituts für Denkmalpflege, die er bis 1982 innehatte.

### Verordnung über die Pflege und den Schutz der Denkmalevon 1961
Am 28. September 1961, im Monat nach dem Mauerbau, folgte die nächste Verordnung, die Denkmale der Republik betreffend. Der vorherige Begriff der Kulturdenkmale wurde durch den Begriff Denkmale abgelöst.

### Gesetz zur Erhaltung der Denkmale in der DDR(Denkmalpflegegesetz) von 1975
Das Denkmalpflegegesetz (DPflG) vom 19. Juni 1975 folgt einem anderen Denkmalpflegebegriff als beispielsweise das noch auf den Ideen der Weimarer Republik basierende Heimatschutzgesetz. Es definiert das Denkmal als Zeugnis der entstehenden sozialistischen Gesellschaft, er folgt dem im Art. 18 der Verfassung der Deutschen Demokratischen Republik festgelegten Begriff der „sozialistischen Nationalkultur“ als eine der „Grundlagen der sozialistischen Gesellschaft“. Der § 3 DPflG beschreibt Denkmale als 

„… gegenständliche Zeugnisse der politischen, kulturellen und ökonomischen Entwicklung, die wegen ihrer geschichtlichen, künstlerischen oder wissenschaftlichen Bedeutung im Interesse der sozialistischen Gesellschaft durch die zuständigen Staatsorgane gemäß § 9 DPflG zum Denkmal erklärt worden sind.“

Objekte, die von einer anderen als der Entwicklung der sozialistischen Gesellschaft Zeugnis ablegten, waren per Gesetz uninteressant. Was für die Entwicklung der sozialistischen Gesellschaft von Bedeutung war, wandelte sich jedoch. Wurden zuerst Schlösser von den Machthabern zerstört, erhielten die Staatsorgane später die Aufgabe, noch bestehende Schlösser zu restaurieren. Die Feststellung des Zeugniswerts für die sozialistische Gesellschaft war ein Prozess, der von den zuständigen Staatsorganen geführt und mit der Denkmalerklärung abgeschlossen wurde.
Der Minister für Kultur stellte die Zentrale Denkmalliste für Denkmale von besonderer nationaler beziehungsweise internationaler Bedeutung auf. Dafür stand ihm als wissenschaftliche Einrichtung das Institut für Denkmalpflege in Berlin zur Seite, dessen Aufbau und Arbeitsweise in der 1. Durchführungsbestimmung vom 24. September 1976 detailliert festgelegt wurde. Das Institut wurde durch den Generalkonservator geleitet, diesem nachgeordnet waren die Arbeitsstellen in Ost-Berlin, Dresden, Erfurt, Halle und Schwerin. Die Mitarbeiter des Instituts unterstützten die Bezirks- und Kreisräte bei der Erstellung ihrer Bezirks- und Kreisdenkmallisten, dabei waren die Bezirksdenkmallisten gedacht für Denkmale von nationaler Bedeutung. Denkmale von örtlicher Bedeutung durften auf die Kreisdenkmalliste. Dazu wurden die Denkmale nach Wertigkeit eingestuft (Wertgruppen, WG I–IV), wobei die Wertgruppe I der wertigsten Stufe entsprach. Darüber hinaus wurden die Denkmale auch auf unterschiedliche Abteilungen aufgeteilt: Es gab beispielsweise die Denkmale der politischen Geschichte, in der sich sowjetische Kriegsgräberstätten oder auch Gedenktafeln an die Gründung der KPD, angebracht am ehemaligen Gründungslokal, befanden. In der Abteilung der Denkmale der Kulturgeschichte befanden sich beispielsweise in einer Unterabteilung die Denkmale der Architektur, was heute allgemeinsprachlich unter Baudenkmal verstanden wird. Dann gab es beispielsweise auch noch Denkmale zu Ereignissen und Persönlichkeiten der Kunst und Wissenschaft, Denkmale der Handwerks- und Industriegeschichte sowie Denkmale des ländlichen Bauens.
Die Arbeit der republikweiten Denkmalpflege konnte vor Ort nur durch die Unterstützung vieler ehrenamtlicher Beauftragter erledigt werden. Diese Bürger vor Ort wurden durch die regional zuständigen Chefkonservatoren vorgeschlagen und vom jeweiligen Rat des Kreises für fünf Jahre berufen. Die Organisation der Ehrenamtlichen vor Ort erfolgte dann beispielsweise durch das Aktiv für Denkmalpflege, dessen Vorsitzender gemeinsam mit dem Stadtarchitekten und dem Stadtrat für Kultur die Vorschläge machte. Diese Organisation über den Kulturbund der DDR führte 1977 dazu, dass aus diesem heraus am 3. Juni 1977 in Berlin die Gesellschaft für Denkmalpflege im Kulturbund der DDR gegründet wurde.
Für das Denkmal selbst war der Verfügungsberechtigte verantwortlich: er hatte dafür Sorge zu tragen, dass schädigende Einflüsse vom Denkmal abgewendet wurden und hatte selbst solche Handlungen zu unterlassen. Bestandserhaltung hatte unter fachwissenschaftlicher Anleitung zu geschehen oder musste nach dem Gesetz sogar durch Restaurierung wiederhergestellt werden, wofür eine finanzielle Unterstützung aus dem Denkmalpflegefonds gewährt werden konnte. Alle aktiven Maßnahmen an einem Denkmal standen unter einem Erlaubnisvorbehalt. Die Genehmigung durfte vom Rat des Kreises nur erteilt werden, wenn eine vom Institut für Denkmalpflege erstellte denkmalpflegerische Zielstellung vorgelegt wurde. Die Räte der Kreise konnten dem Verfügungsberechtigten Auflagen zur Erfüllung auferlegen, bei Verstößen erlosch die Genehmigung.

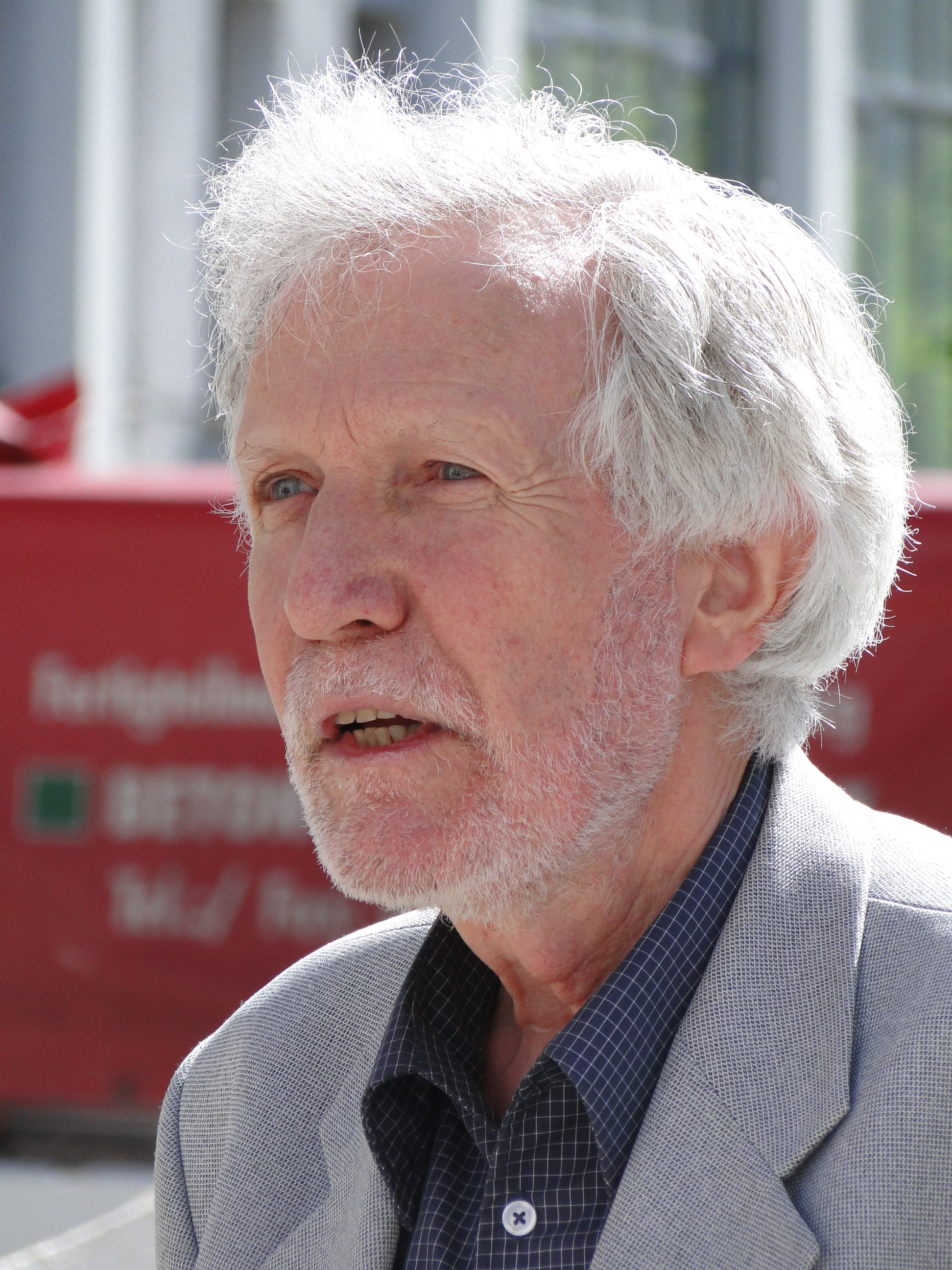
Gerhard Glaser 2011

Der bisherige Leiter der Arbeitsstelle Dresden des Instituts für Denkmalpflege Hans Nadler übergab 1982 seine Aufgaben als Chefkonservator an den Architekten Gerhard Glaser (* 1937), der auch nach der Wende mit dieser Aufgabe betraut blieb.
Für die Zeit gegen Ende der DDR lässt sich ein Fazit ziehen: Die Aufnahme in eine Denkmalliste brachte den Staat theoretisch in die Situation, Verantwortung für den Schutz und die Pflege von Denkmalen übernehmen zu müssen. Jedoch fehlte dem Bürger und dem einzelnen ehrenamtlichen Denkmalpfleger die Möglichkeit, dies auch durchzusetzen. Im Gegenzug hatte der Staat zahlreiche gesetzliche Maßnahmen zur Verfügung, Anordnungen auszusprechen. Jedoch wie auch im Fall vieler bereits genehmigter Abbrüche war es ein Nebeneffekt der Misswirtschaft der letzten Jahre, dass vieles einfach zum Stillstand kam. Dies und das teilweise enorme Engagement Einzelner vor Ort, oft auch gegen den Staatswillen, bewahrte viele Zeugen menschlicher Kulturgeschichte auf dem Gebiet der DDR, insbesondere solche von niedriger sozialistischer Wertigkeit, erst einmal vor dem Verschwinden. Von der Arbeitsstelle Dresden des Instituts für Denkmalpflege wurde 1990 festgestellt, dass zwischen 9 % und 17 % der älteren Gebäude in den Städten Altenberg, Bautzen, Görlitz, Meißen, Pirna und Zittau von 1950 bis 1987 verlorengingen, dass jedoch insbesondere in den folgenden fünf bis sieben Jahren die Städte im Schnitt an die 40 % an alter Bausubstanz verlieren würden.

### Weitergeltung desDenkmalpflegegesetzesnach der Wende auf dem Gebiet Sachsens
Nach der Wende 1989/90 bestand das Denkmalpflegegesetz gemäß Art. 9 Abs. 1 des Einigungsvertrags auf dem Gebiet des Freistaats Sachsen mit Einschränkungen als Landesrecht weiter.
Der 1908 gegründete, während der Zeit des Nationalsozialismus gleichgeschaltete und zu DDR-Zeiten seines Vereinsvermögens beraubte Landesverein Sächsischer Heimatschutz führte am 7. April 1990 seine erste Hauptversammlung nach 1945 durch. Der laut Satzung zum Zwecke der Pflege von Naturdenkmalen, Naturschutzgebieten und kulturellen Denkmalen bestehende sächsische Verein mit Sitz in Dresden ist seit 1991 auch als Naturschutzverband anerkannt.

## Gesetz zum Schutz und zur Pflege der Kulturdenkmale im Freistaat Sachsen(Sächsisches Denkmalschutzgesetz) von 1993
Am 27. Mai 1992 erhielt Sachsen seine neue Verfassung. Die heutige Landesgrenze ist ein Kompromiss zwischen den 1815 bis 1952 bestehenden Landesgrenzen und den danach in der DDR gebildeten Bezirksgrenzen. So kam Altenburg wieder zu Thüringen, während vom Leipziger Umland heute mehr zu Sachsen gehört als früher. Die auf diesem Gebiet liegenden Kulturgüter wurden in Art. 11 Abs. 3 der Verfassung unter den Schutz und die Pflege des Landes gestellt.

Im Jahr 1993 wurde das Gesetz zum Schutz und zur Pflege der Kulturdenkmale im Freistaat Sachsen (SächsDSchG) verabschiedet, es war vom 17. März 1993 an gültig. Nach § 2 SächsDschG sind Kulturdenkmale 

„… von Menschen geschaffene Sachen, Sachgesamtheiten, Teile und Spuren von Sachen einschließlich ihrer natürlichen Grundlagen, deren Erhaltung wegen ihrer geschichtlichen, künstlerischen, wissenschaftlichen, städtebaulichen oder landschaftsgestaltenden Bedeutung im öffentlichen Interesse liegt.“

 Nach einer Entscheidung des Oberverwaltungsgerichts von 1997 gelten für die Bewertung nur denkmalschützerische Belange, private Interessen bleiben außen vor.
Der zweite Abschnitt des Denkmalschutzgesetzes regelt die Organisation des Denkmalschutzes. Die oberste Denkmalschutzbehörde ist das Staatsministerium des Inneren, dem als Fachbehörde das Landesamt für Denkmalpflege zugeordnet ist. Die daneben bestehende andere Fachbehörde, das Landesamt für Archäologie, ist dem Staatsministerium für Wissenschaft und Kunst unterstellt. Die Landesdirektion Sachsen mit den drei Standorten in Chemnitz, Dresden und Leipzig ist obere Denkmalschutzbehörde, während die unteren Denkmalschutzbehörden in der Regel bei den Landkreisen und den kreisfreien Städten angesiedelt ist.
Sächsischer Landeskonservator war ab 1993 weiterhin bis 2002 Gerhard Glaser, von 1994 bis 1999 begleitet von dem Kunsthistoriker Heinrich Magirius (1934–2021).
In den 1990er Jahren wurde eine sogenannte Schnellerfassungsliste aufgestellt, um nach der Wende möglichst alle Sachen mit den „ihnen innewohnenden besonderen Werte[n]“ erfassen zu können. Hierbei wurde ein eigener sächsischer Weg beschritten: Alle Objekte wurden „hausnummerkonkret“ erfasst und jedes Objekt wurde einzeln gezählt. „Dies lässt eine sehr genaue Bearbeitung in der Erfassung und im denkmalschutzrechtlichen Verfahren zu, führt aber zu scheinbar überzogenen Denkmalzahlen, die mit der viel komplexeren Zählweise anderer Bundesländer nicht vergleichbar sind“. Sachsens etwa 105.000 Einträge (Stand: Mitte 2011) wurden in der Folge anhand einer „inzwischen deutschlandweit anerkannte[n] Wertskala“ überprüft: „Abgebrochenes oder zu stark Beeinträchtigtes“ wird aus der Liste gestrichen, „neu Erkanntes“ in ihr ergänzt.

## Inventarwerke
- Otto Wanckel (Hrsg. im Auftrag des Altertumvereins) und Eduard Flechsig (Text): Die Sammlung des Königl. Sächsischen Altertumsvereins zu Dresden in ihren Hauptwerken. 100 Blatt in Lichtdruck. Dresden 1900 (slub-dresden.de/werkansicht).
- Richard Steche und Cornelius Gurlitt: Beschreibende Darstellung der älteren Bau- und Kunstdenkmäler des Königreichs Sachsen. 41 Bde., Meinhold, Dresden 1882–1923.
- Georg Dehio: Handbuch der deutschen Kunstdenkmäler.
  - Band I: Mitteldeutschland. 1. Aufl. 1905, 2. Aufl. 1914, 3. Aufl. 1924, unveränderte Nachdrucke 1937, 1938, 1943.
  - Die Bezirke Dresden, Karl-Marx-Stadt, Leipzig. 1965, 1990.
  - Sachsen I. Regierungsbezirk Dresden. Deutscher Kunstverlag, München 1996, ISBN 3-422-03043-3.
  - Sachsen II. Regierungsbezirke Leipzig und Chemnitz. Deutscher Kunstverlag, München 1998, ISBN 978-3-422-03048-0.
  - Dresden (Sonderband). Deutscher Kunstverlag, München 2005, ISBN 978-3-422-03110-4.
- Denkmaltopographie Bundesrepublik Deutschland. Denkmale in Sachsen. Mehrere Bände, seit 1994.
  - Stadt Dresden – Friedrichstadt. Verlag der Kunst, Basel 1994, ISBN 3-364-00280-0.
  - Stadt Freiberg. Beiträge, Band I. Werbung & Verlag Freiberg, Freiberg 2002, ISBN 3-936784-00-0.
  - Stadt Freiberg. Beiträge, Band II. Werbung & Verlag Freiberg, Freiberg 2003, ISBN 3-936784-01-9.
  - Stadt Freiberg. Beiträge, Band III. Werbung & Verlag Freiberg, Freiberg 2004, ISBN 3-936784-02-7.
  - Stadt Leipzig. Band 1: Südliche Stadterweiterung. Verlag für Bauwesen, Berlin 1998, ISBN 3-345-00628-6.
  - Stadt Radebeul. SAX-Verlag, Beucha 2007, ISBN 978-3-86729-004-3.
- Zahlreiche Denkmallisten, siehe auch Liste der Kulturdenkmale in Sachsen